# 핸드오버
핸드오버(hand-over)는 단말기가 연결된 기지국의 서비스 공간에서 다른 기지국의 서비스 공간으로 이동할 때, 단말기가 다른 기지국의 서비스 공간에 할당한 통화 채널에 동조하여 서비스가 연결되는 기능을 일컫는다.

## 같이 보기
- 셀 (이동 통신)
- 로밍
- 이동성 관리